# 하나와촌 (이와테현)
하나와촌(花輪村)은 1955년까지 이와테현 시모헤이군에 존속했던 촌이다. 현재의 미야코시에 해당한다.

## 연혁
- 1889년 4월 1일 - 정촌제 시행과 함께 히가시헤이군 하나와촌이 성립하였다.
- 1896년 3월 29일 - 히가시헤이군, 나카헤이군, 기타헤이군과 합병해 시모헤이군이 성립해 시모헤이군 하나와촌이 되었다.
- 1955년 4월 1일 - 오모에촌, 사키야마촌, 하나와촌과 합병해 미야코시에 편입하였다.

## 참고서적
- 『이와테현 정촌 합병지』(이와테현 총무부 지방과, 1957년)